# محمد إسماعيل إبراهيم
محمد إسماعيل إبراهيم هو منافس ألعاب قوى جيبوتي، ولد في 1997.

## وصلات خارجية
- محمد إسماعيل إبراهيم على موقع أرشيف الشارخ.
- محمد إسماعيل إبراهيم على موقع الاتحاد الدولي لألعاب القوى (الإنجليزية)
- محمد إسماعيل إبراهيم على موقع الدوري الماسي (الإنجليزية)
- محمد إسماعيل إبراهيم على موقع اللجنة الأولمبية الدولية (الإنجليزية)
- محمد إسماعيل إبراهيم على موقع أوليمبيديا (الإنجليزية)